# Rabéprazole
Le rabéprazole est un antisécrétoire gastrique inhibiteur de la pompe à protons, antiulcéreux. Il est utilisé comme tous les principes actifs de cette classe médicamenteuse pour traiter les ulcères infectieux ou non, le syndrome de Zollinger–Ellison, les excès de production d'acides dans l'estomac et dans les reflux gastro-oesophagiens.
Les effets indésirables sont rares sur les utilisations au court terme. Au long terme, il y a des risques augmentés de malabsorption d'ions pouvant entrainer de l'ostéoporose ou un taux sanguin de magnésium diminué. L'utilisation chez des femmes enceintes ou allaitantes n'ayant pas été suffisamment testé, le rabéprazole est contre-indiqué sauf indication stricte,.
Le rabéprazole a été breveté en 1986 et a commencé sa commercialisation en 1997. Le brevet ayant expiré après la période standard de vingt ans (en 2017), des génériques sont disponibles.

## Indications

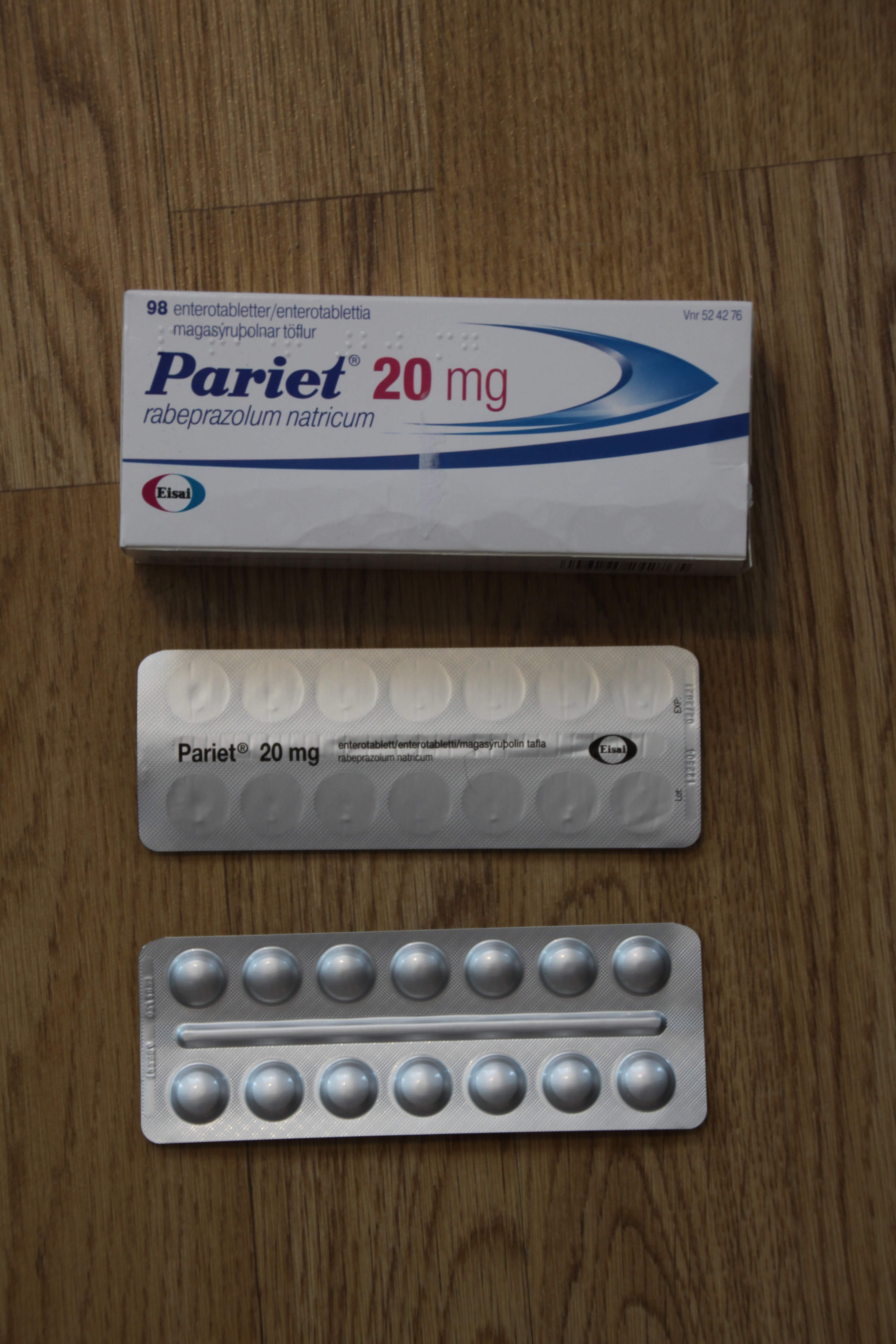
Boite de rabéprazole de la marque Pariet

Le rabéprazole est un antisécrétoire gastrique, plus précisément un inhibiteur de la pompe à protons de l'estomac. Il est donc utilisé dans le cadre du traitement des pathologies nécessitant une diminution de l'acidité gastrique, notamment afin de protéger l'estomac. Il est ainsi utilisé pour :
- Le traitement du syndrome de Zollinger-Ellison, dans lequel une tumeur produit un excès d'acide gastrique.
- Le traitement des ulcères d'origine médicamenteuse, par exemple liés aux anti-inflammatoires, ou d'origine infectieuse par helicobacter pylori. La diminution de l'acidité permet une diminution de l'agression de la paroi stomachale.
- Le traitement des reflux gastro-œsophagiens d'origine acide et des œsophagites en découlant.
- Le traitement à long terme et la prophylaxie des récidives chez les patients atteints d'œsophagite de reflux.
- En complément avec des médicaments pouvant endommager la paroi de l'estomac comme les anti-inflammatoire non stéroïdien.

### Arrêt du traitement
Le rabéprazole doit après quatre semaines, si les symptômes sont résolus, être stoppé, hormis en cas d'endobrachyœsophage (œsophage de Barrett) ou d'un ulcère hémorragique.

## Mécanisme d'action
Le rabéprazole, comme tous les inhibiteurs de la pompe à protons inhibe l'enzyme gastrique H+, K+-ATPase (la pompe à protons), catalyseur de l'échange des ions H+ et K+. Il entraîne une inhibition efficace de la sécrétion acide basale et de la sécrétion acide stimulée.

## Effets indésirables
Le rabéprazole comme tous les inhibiteurs de la pompe à protons est habituellement bien toléré à court et moyen termes, il ne semble pas à court ou moyen termes induire de pathologies graves,, mais peut provoquer quelques effets indésirables légers et transitoires.
Les effets indésirable à long termes sont plus problématiques. Il y a des risques augmentés de malabsorption d'ions pouvant entrainer de l'ostéoporose ou un taux sanguin de magnésium diminué, une augmentation du risque infectieux du tube digestif, une augmentation des troubles cardiovasculaires et une augmentation du risque de cancer de l'estomac. Ces effets secondaires sont pour la plupart évitables avec un arrêt du traitement au bout d'un mois (voir partie arrêt du traitement).

## Contre-indications

### Interactions médicamenteuses
Le rabéprazole est métabolisé dans le foie par des cytochromes P450. Les médicaments influant sur l'action de ces cytochromes peuvent ainsi modifier la métabolisation du rabéprazole.
Il existe un risque avec les médicaments nécessitants l'acidité de l'estomac pour être activé. Le rabéprazole peut, en son rôle d'antisécrétoire gastrique, diminuer l'efficacité de ces médicaments. Le kétoconazole oral et la digoxine sont particulièrement affecté par ce mécanisme, pour lesquelles en cas d'administration combinés avec du rabéprazole il convient d'adapter les dosages de tous les médicaments concernés.

## Efficacité

### Par rapport aux autres inhibiteurs de la pompe à protons
Une étude japonaise en 2014 confirme que le rabéprazole et l'ésoméprazole possèdent une efficacité quasi similaire lorsqu'ils sont administrés après un repas. Lorsqu'ils sont administrés avant les repas, le pH intra-gastrique après l'administration de l'ésoméprazole est légèrement, mais non significativement supérieur à celui observé après l'administration du rabéprazole, non seulement pendant la journée, mais aussi en période nocturne.